# Stoljetna dvorana (Bochum)
 Stoljetna dvorana  ili  Jahrhunderthalle  je dvorana za održavanje gradskih, javnih i kulturnih svečanosti. Nalazi se u okrugu Stahlhausen, u gradu Bochumu. Dvorana je izgrađena 1902. od strane grada za  Industrijsku i komercijalnu izložbu u Düsseldorfu  kao izložbeni prostor. Nakon izložbe bila je dio industrijskog pogona, gdje su se nalazili kompresori i visoke peći. Nekoliko je puta bila proširivana, a naziv Stoljetna dvorana se koristi za cijelu zgradu koja zauzima 8900 m² površine.

## Povijest
Na mjestu negdašnje dvorane nalazila se stara gotička crkva iz 18.st. Imala je zvonik, na kojem su se nalazila tri izvorno lijevana zvona iz okolice Bochuma. Čelična konstrukcija građevinskog dijela iz 1902. je posebno značajna jer nije bila namijenjena prvenstveno zbog estetskih kriterija, nego u skladu s inženjerskim razmatranjima i stoga je jedan od prvih primjera prave namjenske arhitekture. Mnogobrojne čelične grede u dvorani su sačuvane, a na nekima se može i pročitati godina lijevanja i namjena. Dvorana je jednobrodnog oblika. Duga je 66, široka 20, a visoka 21 metar. Sami hodnici dvorane dugački su po 6,5 i široki po 5-6 metara. Izvana se nalazi i spomen-ploča za prvo uspješno lijevanje čelika proizvođača Jacoba Mayera.
Važna značajka dvorane jest da je bila na raspolaganju za sve događaje, od kulturnih priredbi i koncerata do javnih tribina i dodjela nagrada.Dvorani je 2003. nadograđen suvremeni trijem. Od obnove se koristi za razne događaje, kao što su Ruhr Triennale, rock i pop koncerti. Koristi se i za svečanije događaje, koncerte Bochumskog simfonijskog orkestra, dodijele nagrada Einslive-Krone i Steiger Award. U podrumu dvorana očuvana je bivša industrijska zgrada s očuvanim prozorskim otvorima, željeznom ogradom, fasadom, a sačuvana je i stara peć izrađena od neizgorive ilovače. Dvorana je središte Westparka, nekadašnjeg industrijskog prostora, koji je pretvoren u prostor za stanovanje, kulturu, rekreaciju i trgovinu. Westpark je također jedan od priključnih točaka Ruhrske industrijske baštine i bio je jedan od glavnih mjesta u prijestolnicu kulture RUHR 2010.
- Logo na vodotornju (2008.)
- Posebna izvedba na Ruhr Piano Festivalu  (2009.)
- Ruhrtriennale 2011.
- Zelenilo i nadstrešnica
- Predvorje

Od 2005. u dvorani se dodjeljuje Steiger Award jednom godišnje.
12. prosinca 2009. godine u dvorani se održala glamurozna dodjela nagrada Europski Oscar Europskog filmskog festivala. Dodjela se uživo prenosila u 44 zemlje svijeta.